# 户家乡
户家乡是中国陕西省渭南市大荔县下辖的一个乡。

## 行政区划
户家乡下辖以下行政区：
北寨村、边章营村、党家村、东大壕村、东石槽村、东小坡村、高章营村、户家村、刘官营村、上石槽村、西大壕村、西坊村、西顾贤村、下石槽村、夏家庄村、谢家坡村、袁官营村、厮罗寨村、晁邑坊村